# Edgar P. Jacobs
Edgard Félix Pierre Jacobs, známější pod svým pseudonymem Edgar P. Jacobs (30. března 1904 Brusel – 20. února 1987 Lasne) byl belgický tvůrce komiksů (spisovatel i výtvarník). Proslavila ho především komiksová série Blake a Mortimer.

## Život
V roce 1919 vystudoval obchodní školu, nicméně si přísahal, že nikdy nebude pracovat v kanceláři. Ve volném čase se věnoval kreslení a v opeře pomáhal jako dekoratér, scénograf a občas se dostal k práci komparzisty. Časem se etabloval jako poměrně uznávaný operní zpěvák, barytonista. V roce 1929 obdržel výroční belgickou vládní medaili za vynikající výsledky v klasickém zpěvu. V opeře působil s přestávkami až do roku 1940, avšak nakonec se začal více věnovat kreslení, zejména knižním ilustracím a reklamám. Ke komiksu se dostal v dětském časopise Bravo. Jeho prvním komiksem zde byl Le Rayon U, byl silně ovlivněn americkým komiksem Flash Gordon, který němečtí okupanti v Belgii zakázali.
Záhy se stal jevištním malířem v divadelní adaptaci Hergého Faraonových doutníků. Přestože hra měla jen skromný úspěch, poznal díky ní Hergého a rychle se spřátelili. Pomáhal pak Hergému při kolorování komiksu Záhadné hvězdy, který vycházel původně černobíle v deníku Le Soir pro knižní vydání a koloroval za stejným účelem i další Hergého komiksy jako Tintin v Americe, Žezlo krále Otakara nebo Modrý lotos. Poté psal pro některá tintinovská alba i příběhy (7 křišťálových koulí, Chrám slunce). Hergé ho zobrazil v některých postavách Tintinových dobrodružstvích, často pod jménem Jacobini, například v Případu hluchavka, jeho podobu má i mumifikovaný egyptolog na obálce Faraonových doutníků. V rozhovoru pro BBC z roku 1977 Hergé rovněž uvedl, že Jacobs byl jedním z předobrazů pro postavu kapitána Haddocka.
V roce 1946 se Jacobs stal součástí týmu shromážděného Raymondem Leblancem kolem nového francouzsko-belgického komiksového časopisu Tintin, kde 26. září vyšel jeho příběh Le secret de l'Espadon (Tajemství mečouna), první příběh ze série Blake a Mortimer. V roce 1950 Jacobs publikoval Le Mystère de la Grande Pyramide (Záhada velké pyramidy). V roce 1970 vyšel první díl Les Trois Formules du Professeur Sato (Tři vzorce profesora Sata). V roce 1971 získal prestižní komiksovou cenu Prix Saint-Michel. V roce 1973 napsal svou autobiografii pod názvem Un opéra de papier: Les mémoires de Blake et Mortimer. Poté napsal scénář pro druhý díl Les Trois Formules du Professeur Sato, ale nestihl již komiks domalovat, neboť zemřel. Bob de Moor tuto komiksovou knihu dokončil v roce 1990, vyšla pod názvem Mortimer contre Mortimer.